# أوسكار سافيدرا سان مارتين
أوسكار سافيدرا سان مارتين (بالإسبانية: Óscar Saavedra San Martín)‏ هو فيزيائي بوليفي، ولد في 29 يونيو 1940 في لاباز في بوليفيا، وتوفي في 8 أبريل 2018 في إيطاليا.